# Đồng(II) chloride
Đồng(II) chloride là một hợp chất vô cơ với công thức hóa học CuCl2. Đây là một chất rắn màu nâu, từ từ hấp thụ hơi nước để tạo thành hợp chất ngậm 2 nước màu lục lam. Đồng(II) chloride là một trong những hợp chất đồng(II) phổ biến nhất, chỉ sau hợp chất đồng(II) sunfat.
Cả hai dạng khan và đihydrat đều tồn tại trong tự nhiên ở các khoáng chất rất hiếm tolbachit và eriochalcit.

### Tính chất và phản ứng

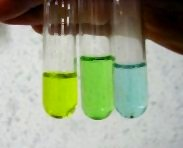
Các dung dịch đồng(II) chloride. Dung dịch sẽ ngả xanh lục khi có nhiều ion Cl^{−}, chuyển xanh lam khi có ít ion Cl^{−}.

Dung dịch nước được điều chế từ đồng(II) chloride chứa một dãy phức hợp đồng (II) phụ thuộc vào nồng độ, nhiệt độ và sự có mặt của các ion chloride bổ sung. Những loại này bao gồm phức chất màu xanh lam Cu(H2O)62+ và màu vàng hoặc đỏ của các phức hợp halide có công thức [CuCl2+x]x−.
Trihydrat, CuCl2·3H2O tồn tại ở nhiệt độ thấp.

## Điều chế
Đồng(II) chloride được sản xuất thương mại bằng phản ứng clo hóa đồng:
Cu + Cl2 + 2H2O → CuCl2(H2O)2 
Bản thân kim loại đồng không thể bị oxy hóa bởi axit clohydric, nhưng các chất có chứa đồng như đồng(II) hydroxide, đồng(II) oxit, hoặc đồng(II) cacbonat có thể phản ứng với axit clohydric.
Một khi đã điều chế xong, dung dịch CuCl2 có thể được tinh chế bằng cách kết tinh. Một phương pháp tiêu chuẩn đưa dung dịch này trộn với axit clohydric nóng loãng, và làm kết tinh bằng cách làm lạnh trong một bồn CaCl2–đông lạnh.

### Xuất hiện trong tự nhiên
Đồng(II) chloride xuất hiện trong tự nhiên như là khoáng chất rất hiếm tolbachit và đihydrat là eriochalcit. Cả hai đều được tìm thấy gần các đỉnh núi lửa. Phổ biến hơn là muối kiềm oxyhydroxide-chloride như atacamit Cu2(OH)3Cl2, phát sinh trong các khu vực oxy hóa của các mỏ đồng trong khí hậu khô cằn (cũng được biết đến từ một số loại đá trôi nổi khác).

## An toàn
Đồng(II) chloride có thể gây độc. Chỉ các dung dịch loãng dưới 5 ppm được có mặt trong nước uống, theo tiêu chuẩn của Cơ quan Bảo vệ Môi sinh Hoa Kỳ.

## Hợp chất khác
CuCl2 còn tạo một số hợp chất với NH3, như:
- CuCl2·2NH3 – lục lam;[7]
- 3CuCl2·10NH3 – dương đen;[8]
- CuCl2·4NH3·H2O – dương đen;[7]
- CuCl2·5NH3 – dương đen;[7]
- CuCl2·6NH3 – dương nhạt.[7]

CuCl2·4NH3 khan có màu dương.
Với N2H4, phức màu dương nhạt không ổn định CuCl2·2N2H4 sẽ được hình thành. Monohydrat CuCl2·2N2H4·H2O là tinh thể hình vuông màu xanh lục, tan trong nước, metanol, etanol, không tan trong benzen, D20 ℃ = 2,7432 g/cm³.
Với NH2OH, nó tạo CuCl2·4NH2OH là tinh thể lớn, hình vuông màu tím đen, khi ẩm có khả năng hòa tan trong nước.
Với CO(NH2)2, nó tạo CuCl2·CO(NH2)2 là tinh thể màu xanh dương, CuCl2·2CO(NH2)2·xH2O, x = 2 (lục) hoặc x = 4 (lục nhạt). hay CuCl2·4CO(NH2)2 là tinh thể màu lục.
Với CON3H5, nó tạo CuCl2·CON3H5 hay CuCl2·2CON3H5 là tinh thể màu dương, D = 2,01 g/cm³.
Với CS(NH2)2, nó tạo CuCl2·2CS(NH2)2 là tinh thể nâu đen, tan trong nước tạo dung dịch màu dương đen.
Với CSN3H5, nó tạo CuCl2·CSN3H5 là tinh thể lục, trong dung dịch có màu tương tự hay CuCl2·2CSN3H5 là tinh thể nâu, tan trong nước tạo dung dịch màu dương đậm.
Với CSN4H6, nó tạo CuCl2·3CSN4H6 là chất rắn màu lục.
Với CSeN3H5, nó tạo CuCl2·CSeN3H5 là tinh thể màu lục hay CuCl2·2CSeN3H5 là tinh thể đỏ nâu.
Với CSeN4H6,  nó tạo CuCl2·3CSeN4H6 là chất rắn màu nâu đen.